# Challis
Challis – miasto w Stanach Zjednoczonych, w stanie Idaho, siedziba administracyjna hrabstwa Custer.